# Wilk z Wall Street (film 2013)
Wilk z Wall Street (ang. The Wolf of Wall Street) – amerykański dramat biograficzny w reżyserii Martina Scorsese z 2013 r. Scenariusz filmu oparto na wspomnieniach Jordana Belforta wydanych pod tym samym tytułem. Opisana zostaje maklerska kariera Belforta w Nowym Jorku oraz jak jego firma Stratton Oakmont łamała prawo, rekomendując zakup ryzykownych akcji.
Światowa premiera filmu nastąpiła 25 grudnia 2013.

## Obsada
- Leonardo DiCaprio jako Jordan Belfort
- Jonah Hill jako Donnie Azoff
- Matthew McConaughey jako Mark Hanna
- Jean Dujardin jako Jean-Jacques Saurel
- Margot Robbie jako Naomi Lapaglia
- Kyle Chandler jako Agent Patrick Denham
- Rob Reiner jako Max Belfort
- Jon Favreau jako Manny Riskin
- Jon Bernthal jako Brad Bodnick
- Cristin Milioti jako Teresa Petrillo
- Christine Ebersole jako Leah Belfort
- Kenneth Choi jako Chester Ming
- Joanna Lumley jako Ciotka Emma
- Spike Jonze jako Dwayne
- Ethan Suplee jako Toby Welch
- Martin Klebba jako Frank Berry
- Rizwan Manji jako Kalil
- Ashlie Atkinson jako Rochelle Applebaum

## Nagrody i nominacje
86. ceremonia wręczenia Oscarów
- nominacja: najlepszy film
- nominacja: najlepsza reżyseria − Martin Scorsese
- nominacja: najlepszy scenariusz adaptowany − Terence Winter
- nominacja: najlepszy aktor pierwszoplanowy − Leonardo DiCaprio
- nominacja: najlepszy aktor drugoplanowy − Jonah Hill

71. ceremonia wręczenia Złotych Globów
- nagroda: najlepszy aktor w filmie komediowym lub musicalu − Leonardo DiCaprio
- nominacja: najlepszy film komediowy lub musical

18. ceremonia wręczenia Satelitów
- nominacja: najlepszy film fabularny
- nominacja: najlepszy aktor w filmie fabularnym − Leonardo DiCaprio
- nominacja: najlepsza reżyseria − Martin Scorsese
- nominacja: najlepszy scenariusz adaptowany − Terence Winter
- nominacja: najlepszy montaż − Thelma Schoonmaker